# Bierbichl
Bierbichl ist ein Gemeindeteil von Eurasburg im oberbayerischen Landkreis Bad Tölz-Wolfratshausen. Das Dorf liegt südlich von Beuerberg an der Staatsstraße 2370.

## Geschichte
Dem Ortsnamen liegt althochdeutsch biari (‚Tier, Wild‘) und Bühel (‚Hügel‘) zugrunde.